# 코도리강

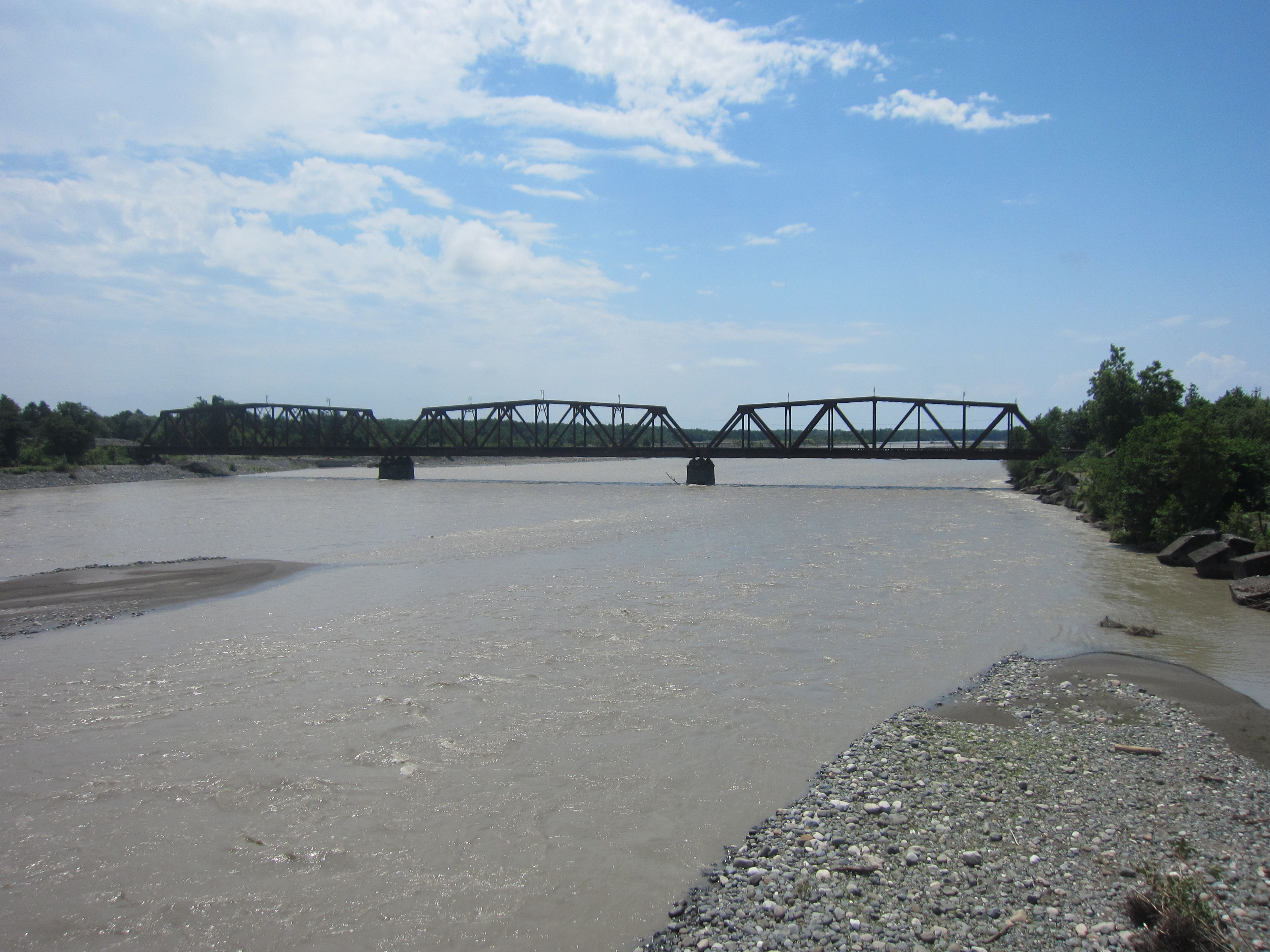

코도리강(Кәыдры Kwydry,კოდორი Kodori)은 조지아의 자치공화국인 압하스 공화국에서 두 번째로 긴 강이다.

## 같이 보기
- 코도리 계곡